# Condado de Consuegra
El condado de Consuegra es un título nobiliario español creado por Real Despacho el 21 de junio de 1906 (Real Decreto de 10 de octubre de 1905), por el rey Alfonso XIII a favor de Ventura García-Sancho Ibarrondo, ministro de Estado y de Fomento, Senador del Reino, Diputado a Cortes, consejero de Estado y alcalde de Madrid.

## Armas

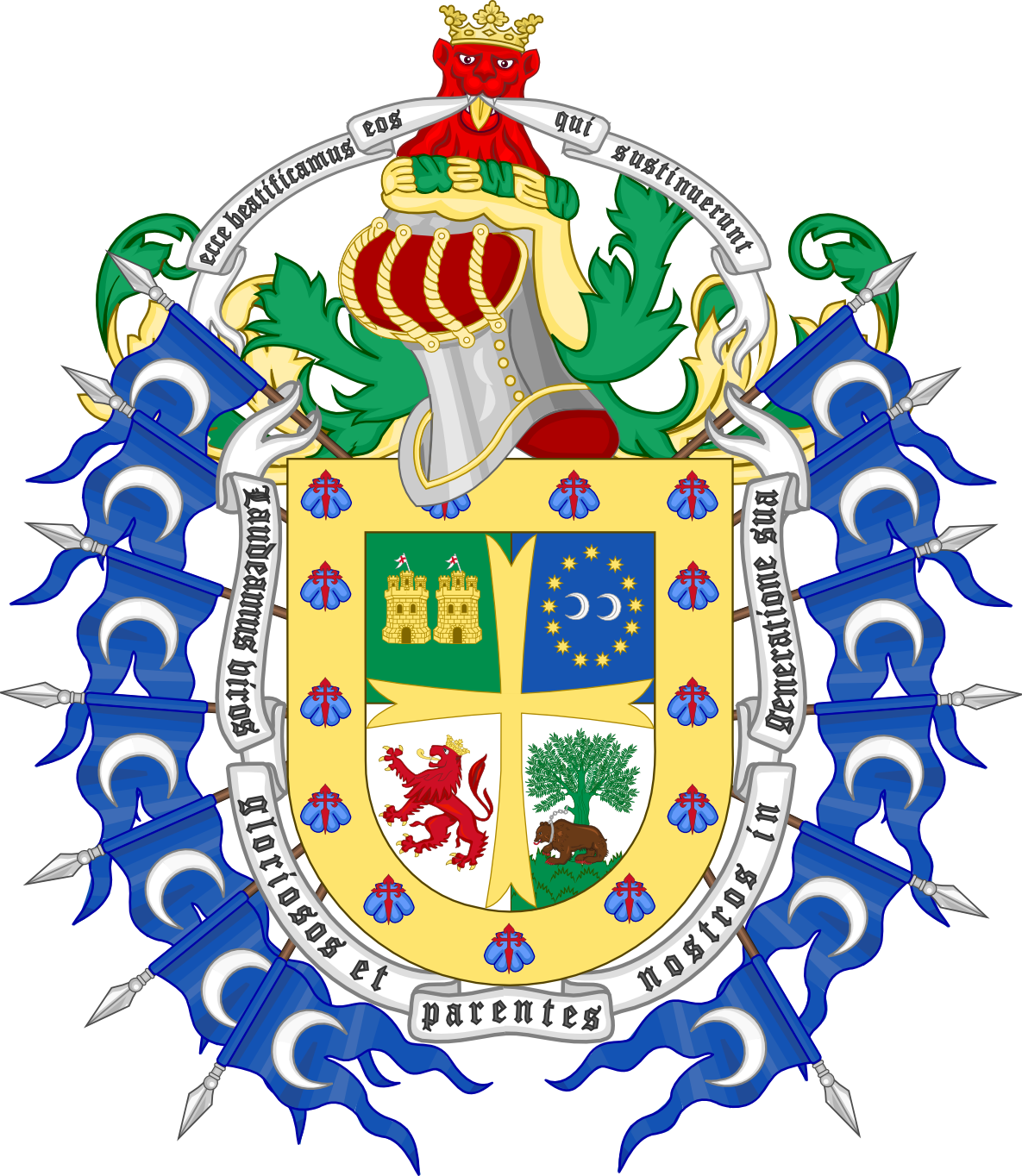
Escudo de Armas del Señorío de Tejada.

Las armas de este título son las del Ilustre Solar de Tejada, que le correspondían por su apellido García-Sancho.

## Antecedentes
Este título fue concedido a Ventura García-Sancho, Marqués de Aguilar de Campoo por los servicios prestados en Consuegra (Toledo) y Almería, donde fue nombrado Comisario Regio.
Ventura García-Sancho Ibarrondo (Guadalajara (México), 20 de abril de 1837-Madrid, 20 de julio de 1914) fue un ingeniero y político mexicano, naturalizado español, ministro de Estado durante la regencia de María Cristina de Habsburgo-Lorena y durante el reinado de Alfonso XIII.
Tras realizar sus estudios de ingeniería industrial en París ingresó en la Unión Liberal, formación política con la que participaría en las elecciones de 1863 y obtendría un escaño por la circunscripción de Murcia. En 1876 tendría nuevamente un acta de diputado por Burgos, y en 1881 por Madrid. Posteriormente, en 1886 pasaría al Senado representando a Madrid para en 1891 ser nombrado senador vitalicio y en 1894 senador por Derecho Propio.
Pasó a militar en el Partido Conservador y fue elegido, en 1899, alcalde de Madrid, cargo que desempeñó hasta que fue nombrado ministro de Estado en el gobierno que entre el 18 de abril y el 23 de octubre de 1900 presidió Francisco Silvela. Seguiría desempeñando la misma cartera en el siguiente gobierno presidido por Azcárraga hasta el 6 de marzo de 1901. Posteriormente, entre el 16 de diciembre de 1904 y el 27 de enero de 1905 volvería a ser ministro de Estado en un nuevo gobierno Azcárraga.
García-Sancho fue también Presidente del Consejo de Estado y Mayordomo Mayor de S.M la Reina Mª Cristina, entre sus numerosas distinciones, en 1908 el S.M El Rey Alfonso XIII le otorgó el Collar de la Orden de Carlos III.
El título fue rehabilitado en 1991 por José María Travesedo y Martínez de las Rivas.
Su denominación hace referencia a la localidad de Consuegra, provincia de Toledo.

## Condes de Consuegra
|                                  | Titular                                      | Periodo                   |
| Creación por Alfonso XIII        | Creación por Alfonso XIII                    | Creación por Alfonso XIII |
| -------------------------------- | -------------------------------------------- | ------------------------- |
| I                                | Ventura García-Sancho Ibarrondo              | 1906-1914                 |
| II                               | María del Pilar García-Sancho y Zavala       | 1915-1916                 |
| III                              | Alfonso Travesedo y García-Sancho            | 1919-1922                 |
| IV                               | Francisco Travesedo y García-Sancho          | 192?-1933                 |
| Rehabilitación por Juan Carlos I |                                              |                           |
| V                                | José María Travesedo y Martínez de las Rivas | 1991-1993                 |
| VI                               | Juan de Travesedo y Colón de Carvajal        | 1994 -2003                |
| VII                              | Jaime Travesedo y Juliá                      | 2003-actual titular       |

## Historia de los condes de Consuegra
- Ventura García-Sancho Ibarrondo (1837-1914), I conde de Consuegra.

1. Casó con María del Pilar de Zabala y Guzmán, XXVI duquesa de Nájera, XX marquesa de Aguilar de Campoo,  XVII marquesa de Quintana del Marco, IV marquesa de Sierra Bullones, condesa de Campo Real, XIX condesa de Paredes de Nava, XX condesa de Oñate, X condesa de Castañeda, XXI condesa de Treviño,  VI marquesa de Toreblanca. Le sucedió su hija:

- María del Pilar García-Sancho y Zabala (1864-1916), II condesa de Consuegra, XXVII duquesa de Nájera, XXI condesa de Oñate, XXI marquesa de Aguilar de Campoo, VII marquesa de Torreblanca, V marquesa de Sierra Bullones, XVIII marquesa de Quintana del Marco, XXII condesa de Treviño, XI condesa de Castañeda, XVI condesa de Castronuevo.

1. Casó con Leopoldo Travesedo y Fernández-Casariego, abogado, Profesor Académico de Jurisprudencia, Senador del Reino, Caballero y Secretario del Real Cuerpo de Hijosdalgo de la Nobleza de Madrid, Gentilhombre de Cámara de Su Majestad, Cruz de la Orden de Carlos III; nacido en Madrid (San Sebastián) el 6 de febrero de 1861, hijo de Juan Travesedo y Canet, I conde de Maluque, y de Carlota Fernández Casariego y Méndez-Piedra, II marquesa de Casariego, vizcondesa de Tapia. Murió en San Sebastián el 17 de octubre de 1916.

Le sucedió, por renuncia a este título de su hijo Juan Bautista Travesedo y García-Sancho, su otro hijo:
- Alfonso Travesedo y García-Sancho ( Madrid, 30 de abril de 1900-Sbu-Sba, África, 14 de marzo de 1922), III conde de Consuegra (1919), cabo de Regulares. Murió  con 22 años en las guerras de África. Sin descendientes. Sucedió su hermano:

- Francisco Travesedo y García-Sancho (26 de marzo de 1905-28 de octubre de 1933), IV conde de Consuegra. Caballero del Real Cuerpo de la Nobleza de Madrid. Casó con 23 años en Madrid (San Jerónimo) el 30 de abril de 1928 con Carmen Andrés Gayón y Peláez. Sin descendientes.

El título fue rehabilitado por el hijo de su hermano Juan Bautista Travesedo y García-Sancho, XXVIII duque de Nájera, XXII marqués de Aguilar de Campoo,  XXII conde de Oñate, XXI conde de Paredes de Nava, XIX marqués de Quintana del Marco, VIII marqués de Torreblanca, X conde de Campo Real, XXIII conde de Treviño, XVII conde de Castronuevo, que casó con María del Carmen Martínez de las Rivas y Richardson, por tanto su sobrino.

## Rehabilitación en 1991
- José Mª Travesedo y Martínez de las Rivas (1924-1993), V conde de Consuegra, (hijo de Juan Bautista Travesedo y García-Sancho y sobrino del anterior poseedor del título), XX marqués de Quintana del Marco, XXII conde de Paredes de Nava, G. de E., VI marqués de Sierra Bullones, G. de E., XXIII conde de Oñate, G. de E., XXIV conde de Treviño, XI conde de Campo Real y XVIII conde de Castronuevo. Coronel de Caballería.

1. Casó con María Eulalia Colón de Carvajal y Maroto. Le sucedió su hijo:

- Juan de Travesedo y Colón de Carvajal (n.1949), VI conde de Consuegra, XXIII conde de Paredes de Nava, G. de E., XXX duque de Nájera, G. de E., XXI marqués de Quintana del Marco, XXIV conde de Oñate, G. de E., XXV conde de Treviño, XII conde de Campo Real y conde de Castañeda.  Teniente coronel de Infantería.

1. Casó con Ana María Juliá y Díez de Rivera, hija del general jurídico del Aire Camilo Juliá de Bacardí, marqués pontificio de Juliá, y de María de los Dolores Díez de Rivera y Guillamas, VII condesa de Almodóvar, G. de E. Le sucedió, por distribución, su hijo:

- Jaime Travesedo y Juliá (n. en 1977), VII conde de Consuegra[3] y XXIV conde de Paredes de Nava, G. de E.[4]